# هراويات الرأس
هراويات الرأس (الاسم العلمي: Cordycipitaceae)، عائلة من الفطور الطفيلية من الفطريات الزقية من صنف Sordariomycetes. تم نشر هذه المجموعة للمرة الأولى من قبل عالم الفطريات Hanns Kreisel في العام 1969

## الوصف
تمتلك هذه الفطريات أسداء stromata أو subicula زاهية مصطبغة ذات ملمس لحمي. أزقاقها perithecia سطحية وظاهرة تميل نحو اليمين من سطح السدى stroma. الزقاق asci اسطواني الشكل ذو قمة زقية ascus tip سميكة، ويحتوي الكيس على العديد من الحواجز في داخله.

## الأجناس
- Akanthomyces
- Ascopolyporus
- بوفيرية – anamorph
- Beejasamuha
- كورديسيبس
- Coremiopsis
- Engyodontium – anamorph
- Gibellula
- Hyperdermium
- Insecticola
- Isaria – anamorph
- Lecanicillium – anamorph
- Microhilum – anamorph
- هراوي الرأس
- Pseudogibellula